# Бобарыков, Николай Иванович
Никола́й Ива́нович Бобары́ков (7 апреля 1893 — 1 января 1955, Нью-Йорк, США) — российский морской офицер, лейтенант. Участник Первой мировой войны и Гражданской войны на стороне белых. Командир эсминца «Лейтенант Ильин» (1918). Один из основателей Общества бывших русских морских офицеров в Америке (1923).

## Биография
Родился 7 апреля 1893 года в семье потомственных дворян Полтавской губернии. В 1913 году окончил Морской корпус. Также окончил краткий (1915) и основной (1916) курсы Минного офицерского класса. Гардемаринское плавание совершил на линейном корабле «Цесаревич».
5 октября 1913 года произведён в мичманы с зачислением в 1-й Балтийский флотский экипаж.
Служил в 1-й Минной дивизии на эсминцах «Лихой» (1913—1915), «Молодецкий» (1915), «Ловкий» (1915); групповым минным офицером 5-го дивизиона эсминцев (1916, плавал на эсминце «Гайдамак»), и. д. минного офицера эсминца «Лейтенант Ильин» (1916—1918). 30 июля 1916 года присвоено звание лейтенанта.
10 октября 1918 года приказом по Балтийскому флоту был назначен командиром эсминца «Лейтенант Ильин», 12 декабря 1918 года — флагманским радиотелеграфистом штаба начальника Минной дивизии.
Во время Гражданской войны воевал на стороне белых в Северо-Западной армии. В 1920 году был вахтенным начальником на тральщике «Китобой», совершившим поход из Ревеля в Севастополь и оттуда в Константинополь и Бизерту.
В августе 1921 года эмигрировал в США. В 1923 году был одним из основателей Общества бывших русских морских офицеров в Америке.
Умер 1 января 1955 года в Нью-Йорке.

## Награды
- Три боевых ордена, в том числе орден Святого Станислава 3-й ст. с мечами и бантом (28 декабря 1915 года)
- Георгиевское оружие (1917, за затопление парохода-заградителя)